# Lepilemur milanoii
Lepilemur milanoii (Лепілемур дарайнський) — вид приматів родини лепілемурових (Lepilemuridae). Дарайна (Daraina) — місто і комуна в північному Мадагаскарі.

## Зовнішній вигляд
Є одними з найдрібніших лепілемурів, досягає довжини голови й тіла від 20 до 23 сантиметрів, хвіст завдовжки від 25 до 27 сантиметрів. Вага близько 0,6—0,8 кг. Шерсть на спині червонувато-коричнева, на животі біло-сіра. Сірі також кінцівки, тільки верхня частина стегна червонувата. Задні ноги довгі й сильні, як адаптація до стрибків. Голова червонувато-коричнева, в той час як лице сіре, викликаючи враження маски.

## Поширення
Цей вид зустрічається в північній частині Мадагаскару. Цей вид живе в первинних та вторинних вологих тропічних, галерейних і сухих листяних лісах низовини.

## Поведінка
Мало що відомо про їх спосіб життя. Вони ведуть нічний спосіб життя і, ймовірно, як і всі лепілемури сплять протягом дня в дуплах дерев або в густій рослинності. Вночі вони йдуть у пошуках їжі. Лепілемури їдять листя, плоди, квіти, бутони і інші частини рослин.

## Загрози
Цей вид знаходиться під загрозою втрати і деградації середовища проживання від зсуву сільськогосподарської практики, а також нестійких рівнів полювання. Цей вид, як відомо, відбуваються в англ. Loky-Manambato Protected Area, а також у англ. Andrafiamena Classified Forest, який намічений стати національним парком.